# Tuberculatus indicus
Tuberculatus indicus är en insektsart. Tuberculatus indicus ingår i släktet Tuberculatus och familjen långrörsbladlöss. Inga underarter finns listade i Catalogue of Life.